# NGC 3827
NGC 3827 (również PGC 36361 lub UGC 6673) – magellaniczna galaktyka spiralna (Sm), znajdująca się w gwiazdozbiorze Lwa. Odkrył ją Heinrich Louis d’Arrest 29 grudnia 1861 roku.